# Nakir
Nakir (arab. نقير) – wieś w Syrii, w muhafazie Hama. W 2004 roku liczyła 389 mieszkańców.